# Hereditary
Hereditary är en amerikansk psykologisk skräckfilm från 2018 i regi av Ari Aster, som även står för manuset av hela filmen. Detta är Asters allra första, regisserade långfilm, följt av den amerikansk-svenska skräckfilmen Midsommar, som hade biopremiär sommaren 2019. I rollerna syns bland annat Toni Collette, Alex Wolff, Milly Shapiro, Ann Dowd, och Gabriel Byrne.
Filmens allra första premiärvisning var på Sundance Film Festival den 21 januari 2018, för att sedan få amerikansk biopremiär den 8 juni samma år. I Sverige hade filmen biopremiär av Nordisk Film den 27 juli 2018.

## Rollista
- Toni Collette – Annie Graham
- Gabriel Byrne – Steve Graham
- Alex Wolff – Peter Graham
- Milly Shapiro – Charlie Graham
- Ann Dowd – Joan
- Mallory Bechtel – Bridget